# カルバゾクロム
カルバゾクロム（Carbazochrome）は、血液中の血小板が凝集・接着して血栓を形成することで血流を止め、傷口からの出血を止める止血薬である。将来的には、外科手術時の過剰な血流の防止や痔の治療に使用されることが期待されているが、その有効性や副作用の程度については、まだ充分な調査が行われていない。
トロキセルチンと併用で、痔の治療薬として研究されている。

## 適応
毛細血管性出血や実質性出血（外傷、扁桃腺切除、手術中）、腸管出血、血小板減少性紫斑病。

## 参考資料
1. ↑  “Parenteral troxerutin and carbazochrome combination in the treatment of post-hemorrhoidectomy status: a randomized, double-blind, placebo-controlled, phase IV study”. Curr Med Res Opin 17 (4):  256–61. (2001). doi:10.1185/030079901753403144. PMID 11922398.
2. ↑  “Double-blind, randomized clinical trial of troxerutin-carbazochrome in patients with hemorrhoids”. Eur Rev Med Pharmacol Sci 4 (1-2):  21–4. (2000). PMID 11409185.